# Kaliumperbromat
Kaliumperbromat ist eine anorganische chemische Verbindung des Kaliums aus der Gruppe der Perbromate.

## Gewinnung und Darstellung
Kaliumperbromat kann durch Reaktion von Perbromsäure mit Kaliumhydroxid gewonnen werden.
{\displaystyle \mathrm {HBrO_{4}+KOH\longrightarrow KBrO_{4}+H_{2}O} }

## Eigenschaften
Kaliumperbromat ist ein farbloser kristalliner Feststoff, der sich in zwei Stufen zersetzt. Bei etwa 275 °C entsteht zunächst Kaliumbromat und Sauerstoff und dann bei etwa 390 °C Kaliumbromid und Sauerstoff. Bei unreinen Produkten können sich diese schon bei niedrigeren Temperaturen teilweise zersetzen. Er besitzt eine orthorhombische Kristallstruktur mit der Raumgruppe Pnma (Raumgruppen-Nr. 62) und den Gitterparametern a = 8,930 Å, b = 5,921 Å und c = 7,488 Å.